# راشد عبد الله (لاعب كرة قدم مواليد 2000)
راشد عبد الله سهيل المازمي (مواليد 31 أغسطس 2000) لاعب كرة قدم إماراتي يجيد اللعب كحارس مرمى مع نادي العروبة معار من نادي خورفكان.

## مسيرة اللاعب
لعب في نادي شباب الأهلي ونادي البطائح ونادي خورفكان ونادي العروبة.

## الحياة الشخصية
هو ابن اللاعب السابق عبد الله سهيل و شقيق اللاعب حارب عبد الله.